# 31 de Março (escola de samba)
Gremio Recreativo Cultural Beneficente Escola de Samba 31 de Março é uma escola de samba do carnaval da Baixada Santista, sendo sediada no Cubatão.

## História
Fundada em 2003, a escola de samba 31 de Março foi homologada no dia 15 de Maio de 2009, devido ao fato de seus membros, dizerem estar em condições de competir de com as co-irmãs locais. Porém, ainda não fez sua estréia na competição.